# Rosa Passos
Rosa Maria Farias Passos (Salvador, 13 de abril de 1952), mais conhecida como Rosa Passos, é uma cantora, violonista e compositora brasileira.
Estreou no mercado fonográfico com o disco Recriação.

## Trajetória
Rosa Passos nasceu e cresceu cercada de música na cidade de Salvador, capital da Bahia e da cultura afro-brasileira. Estimulada por seus pais, aos cinco anos já era uma pianista promissora. Aos 15 anos, Rosa já aparecera na televisão em Salvador. Na adolescência, seus pais lhe apresentaram uma coleção de discos de João Gilberto e Tom Jobim. Inspirada pelo filme Orfeu Negro, de 1959, e sua trilha sonora, Rosa trocou seu piano pelo violão e, desde então, tem-se dedicado à arte de compor e cantar. Rosa é constantemente lembrada como a João Gilberto de saias.
Em abril de 1972, sua interpretação de Mutilados (Antônio Cesar Nunes e João Carlos Morais) ganhou o primeiro lugar no primeiro campeonato da música universitária da Bahia, patrocinado pela TV Itapoan.
Suas composições, escritas juntamente com seu longo parceiro letrista - o compositor Fernando de Oliveira -, apareceram em 1979 em seu primeiro disco, Recriação. Após passar vários anos apenas dedicando-se à sua família, Rosa retorna à música em 1985, recomeçando a carreira.
Em 1991, Rosa lançou seu primeiro CD, Curare, um álbum contendo os clássicos acordes da MPB, que incluem Tom Jobim, Ary Barroso, Carlos Lyra, Johnny Alf, Bororó, Djavan entre outros.
Em 1996, lançou o CD Pano pra Manga. A maioria das canções desse CD são de autoria de Rosa Passos e Fernando de Oliveira.
Sua composições atraíram o interesse do cantor norte-americano Kenny Rankin que, em 1997, gravou as canções Verão (Those Eyes) e Outono (Stay) em inglês, ambas com participação vocal de Rosa.
Em setembro de 1996, Oscar Castro-Neves, um músico brasileiro residente nos Estados Unidos, convidou Rosa para participar de uma noite brasileira no Jazz at the Bowl, realizada no Hollywood Bowl, na Califórnia. Desde a estréia americana de Rosa, sua carreira internacional tem crescido ao longo dos anos.
Também em 1996, a cantora e compositora apresentou-se no Japão pela primeira vez, com o saxofonista Sadao Watanabe e, sucessivamente, várias apresentações pela Espanha, Alemanha, Suíça, Dinamarca, Noruega, Suécia e também Colômbia, Cuba, Uruguai e Estados Unidos.
Em 1999 foi convidada para apresentar-se durante o quinquagésimo aniversário de celebração da democracia alemã, juntando-se a Paquito D'Riviera e a WDR Big Band em shows em Bonn e Colônia, onde apresentou suas próprias composições e outras clássicas da música brasileira. No mesmo ano ela se apresentou no Festival de Jazz de Berna.
No Brasil, Rosa tem um vasto catálogo de discos e gravações, e foi também uma das estrelas do produtor Almir Chediak no projeto Letra & Música, uma série de CDs celebrando as obras dos grandes compositores do Brasil. Seu CD de músicas de Tom Jobim e outro de Ary Barroso, junto com o violonista Lula Galvão, foi um sucesso instantâneo no Brasil e internacionalmente, revelando uma forma inovadora e peculiar que Rosa dá aos hits tão conhecidos como Aquarela do Brasil, de Ary Barroso, Desafinado, Samba De Uma Nota Só e Garota de Ipanema, todas de Tom Jobim.
Em agosto de 2001, Rosa apresentou um show em Nova Orleans (voz e violão), pelo qual surgiu um novo convite para fazer o CD Me and My Heart, lançado no mercado norte-americano em 2002, com participação do baixista Paulo Paulelli. Anos depois, o mesmo CD saiu no Brasil, com o nome de Eu e Meu Coração.
Em 2002, o CD Azul foi lançado no mercado brasileiro, reunindo suas canções preferidas de Gilberto Gil, João Bosco e Djavan, com arranjos novos. No mesmo ano, Rosa apresenta-se no Lincoln Center, em Nova York, em um tributo a Elis Regina para um público de seis mil pessoas, juntamente com outros artistas.
No final de 2002, Rosa retornou aos Estados Unidos para gravar com Ron Carter, um dos melhores baixistas de jazz do mundo, o CD Entre Amigos, seu primeiro CD com uma banda de músicos norte-americana.
Em agosto, Rosa participou do aclamado CD Obrigado Brazil, ganhador de Grammy, do  músico Yo-Yo Ma, com duas músicas de Tom Jobim (Chega de Saudade e Amor em Paz). Logo em seguida, Rosa juntou-se a Yo-Yo Ma e outros músicos do CD para uma turnê mundial, que deu origem ao CD ao vivo Obrigado Brazil Live in Concert, com o clarinetista Paquito D'Rivera e o percussionista Cyro Baptista.
Em 2004, Rosa juntou-se à Sony Classical para o lançamento do álbum Amorosa, um tributo a João Gilberto e seu famoso álbum de 1977, Amoroso, com a participação especial do músico francês Henri Salvador, além dos músicos de Obrigado Brazil. Com Amorosa, Rosa ganhou sua primeira promoção significativa em solo norte-americano. Logo após o lançamento de Amorosa, Rosa e seus músicos iniciaram uma temporada bem sucedida por festivais na Europa.
Em 2006, Rosa foi convidada a apresentar-se solo no palco do Carnegie Hall Zanken Hall, em um show de voz e violão.  No show, Rosa vagueava por canções do seu último álbum Amorosa, alguns clássicos da MPB e algo do seu último CD Rosa, para uma plateia basicamente norte-americana.
Em 2006, Rosa lançou pela Telarc Records - uma gravadora independente especializada em jazz e música clássica - o CD solo (voz/violão) intitulado simplesmente Rosa. Após alguns anos longe dos palcos brasileiros, o CD Rosa foi lançado no Brasil, dando início a uma sucessão de apresentações, que incluiu uma temporada de duas semanas no Teatro FECAP, em São Paulo, no final de janeiro de 2007, e participação no Festival de Jazz de Tatuí.
Rosa dedicou o ano de 2007 ao público brasileiro, e preparou-se para mais apresentações pelo país. Foi convidada a participar de uma homenagem à Elis Regina, junto à Orquestra Jazz Sinfônica no Memorial da América Latina, em São Paulo.
Em novembro de 2007 Rosa apresentou-se no Blue Note de Nova York, prestigiada casa de jazz, para uma série de seis shows que anteciparam sua participação como homenageada da Berklee College of Music, em Boston, onde ministrou oficinas de música com presença do corpo docente e alunos da renomada escola.
Em suas gravações e shows conta com a participação de músicos como Ivan Lins, Chico Buarque, Yo-Yo Ma e Ron Carter, Henri Salvador e Paquito D'Rivera. Em 2008 pela Telarc Records foi lançado o CD Romance que tem como tema o Amor com um repertório a altura deste trabalho que conta com canções de grandes compositores da música brasileira.Em 2011 Rosa depois de quase quatro anos sem lançar um disco inédito voltou ao mercado fonográfico pela gravadora  Biscoito Fino lançando o 16° disco de sua carreira 'É Luxo Só' onde a cantora homenageia a grande cancioneira da música brasileira Elizeth Cardoso mostrando seu lado versátil em  viajar  pelas canções que foram sucesso nas interpretações não só de Elizeth mas de outras grandes intérpretes da música. Em 2013 Rosa Passos lança o  CD Samba Dobrado "Canções de Djavan" onde a cantora interpreta clássicos do compositor alagoano reunidos em 12 faixas com arranjos jazzísticos, além de fazer uma música inédita em parceria com Fernando de Oliveira, chamada "Doce Menestrel" onde ela o homenageia no disco como compositora além de intérprete.Em 2015 pela Biscoito Fino lançou uma coletânea que reúne grandes clássicos de Ary Barroso, Tom Jobim e Dorival Caymmi  onde ela homenageou separadamente cada um destes compositores na época da Lumiar Discos de Almir Chediak.Em 2016 lançou pela gravadora Biscoito Fino o álbum Rosa Passos Ao Vivo com músicas de trabalhos anteriores além de outras músicas que Rosa nunca havia cantado estão incluídas neste disco que foi gravado no Teatro Uama em Carmelo no Uruguai.
Em 2018 lança o CD 'Amanhã Vai Ser Verão' pela Tratore um disco totalmente autoral que conta com 13 faixas sendo 11 inéditas e duas regravações além da participação de Zé Luiz Mazziotti onde ele faz dueto com Rosa em uma música do álbum.

## Discografia
- 1979 Recriação
- 1991 Curare
- 1993 Festa
- 1996 Pano Pra Manga
- 1997 Letra & Música Ary Barroso-Rosa Passos & Lula Galvão
- 1998 Rosa Passos Canta Antônio Carlos Jobim - 40 Anos de Bossa Nova
- 1999 Morada Do Samba
- 2000 Rosa Passos Canta Caymmi
- 2002 Me And My Heart
- 2002 Azul
- 2003 Entre Amigos - Rosa Passos & Ron Carter
- 2004 Amorosa
- 2005 Rosa Por Rosa-Coletânea
- 2006 Rosa
- 2008 Romance
- 2011 É Luxo Só
- 2013 Samba Dobrado Canções de Djavan
- 2015 Rosa Passos Canta Ary,Tom e Caymmi
- 2016 Rosa Passos Ao Vivo
- 2018 Amanhã Vai Ser Verão